# 조지 코핸

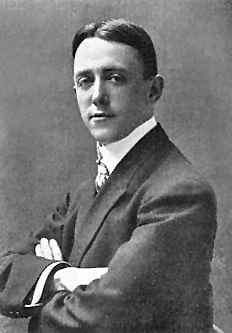

조지 코핸(George Michael Cohan, 1878년 7월 3일 ~ 1942년 11월 5일)는 미국의 가수, 작곡가, 싱어송라이터, 각본가, 연극 배우, 음악 감독, 시인, 제작자, 무대 연출가, 작사가, 음악 프로듀서, 리브레토 작가, 영화 프로듀서, 댄서이다.
프로비던스에서 태어났으며 뉴욕에서 사망하였다. 사인은 암이다.

## 영화
- 성조기의 행진 (1942년)
- 리틀 넬리 켈리 (1940년)
- 엘머, 더 그레이트 (1933년)

## 같이 보기
- 틴 팬 앨리